# Wolf-Günter Wiesel
Wolf-Günter Wiesel (Ottbergen, 1947. november 16. –) német nemzetközi labdarúgó-játékvezető.

## Pályafutása

### Nemzeti játékvezetés
1982-ben lett a Bundesliga játékvezetője. az aktív nemzeti játékvezetéstől 1992-ben vonult vissza. Első ligás mérkőzéseinek száma: 110.

#### Nemzeti kupamérkőzések
Vezetett Kupa-döntők száma: 1.

##### Szuper-kupa
| Időpont            | Helyszín              | Mérkőzés típusa | Mérkőzés                              | Eredmény | Nézők száma |
| ------------------ | --------------------- | --------------- | ------------------------------------- | -------- | ----------- |
| 1991. augusztus 6. | AWD Stadion, Hannover | döntő           | 1. FC Kaiserslautern–SV Werder Bremen | 3 : 1    | 8 000       |

### Nemzetközi játékvezetés
A Német labdarúgó-szövetség Játékvezető Bizottsága (JB) 1987-ben terjesztette fel nemzetközi játékvezetőnek, a Nemzetközi Labdarúgó-szövetség (FIFA) bíróinak keretébe. Több nemzetek közötti válogatott és klubmérkőzést vezetett. A német nemzetközi játékvezetők rangsorában, a világbajnokság-Európa-bajnokság sorrendjében többedmagával a 23. helyet foglalja el 3 találkozó szolgálatával. Az aktív nemzetközi játékvezetéstől 1992-ben a FIFA 45 éves korhatárát elérve búcsúzott.

#### Világbajnokság
A világbajnoki döntőhöz vezető úton 
Egyesült Államokba a XV., az 1994-es labdarúgó-világbajnokságra a FIFA JB bíróként alkalmazta.
| Időpont           | Helyszín               | Mérkőzés típusa           | Mérkőzés             | Eredmény | Nézők száma |
| ----------------- | ---------------------- | ------------------------- | -------------------- | -------- | ----------- |
| 1993. április 28. | Ullevaal Stadion, Oslo | előselejtező (2. csoport) | Norvégia–Törökország | 3 : 1    | 21 530      |

#### Európa-bajnokság
Az európai-labdarúgó torna döntőjéhez vezető úton Svédországba a IX., az 1992-es labdarúgó-Európa-bajnokságra az UEFA JB játékvezetőként foglalkoztatta.
| Időpont           | Helyszín                 | Mérkőzés típusa           | Mérkőzés             | Eredmény | Nézők száma |
| ----------------- | ------------------------ | ------------------------- | -------------------- | -------- | ----------- |
| 1991. május 1.    | Atatürk Stadion, İzmir   | előselejtező (7. csoport) | Törökország–Anglia   | 0 : 1    | 25 000      |
| 1995. március 25. | Maksimir Stadion, Zágráb | előselejtező (4. csoport) | Horvátország–Ukrajna | 4 : 0    | 25 000      |

#### Nemzetközi kupamérkőzések

##### Kupagyőztesek Európa-kupája
| Időpont           | Helyszín | Mérkőzés típusa           | Mérkőzés                                 | Eredmény |
| ----------------- | -------- | ------------------------- | ---------------------------------------- | -------- |
| 1989. november 1. | Szeged   | előselejtező (2. forduló) | Ferencvárosi TC–FC Admira Wacker Mödling | 0 : 1    |

## Sportvezetőként
Az aktív játékvezetői pályafutását követően a Hannover 96 labdarúgócsapat hivatalnoka.